# Rhododendron nitidulum
Rhododendron nitidulum är en ljungväxtart som beskrevs av Alfred Rehder och Wilson. Rhododendron nitidulum ingår i släktet rododendron, och familjen ljungväxter. Utöver nominatformen finns också underarten R. n. omeiense.